# Thành phần hóa học
Thành phần hóa học chỉ loại nguyên tố và tương quan số lượng giữa các nguyên tố cấu thành nên hợp chất nhất định. Thành phần hóa học thể hiện qua công thức hóa học.

Mô hình thể hiện thành phần hóa học của nước, phân tử gồm 2 nguyên tử Hydro và 1 nguyên tử oxi.